# Volfango Capitone
Wolfgang Fabricius Köpfel, o Capito, italianizzato in Volfango Capitone (Haguenau, 1478 – Strasburgo, novembre 1541), riformatore tedesco, nacque da umili genitori in Alsazia.

## Biografia
Fu introdotto alla professione medica, ma studiò anche diritto e si dedicò sinceramente alla teologia, dottorandosi in questa materia. Divenuto benedettino, insegnò per qualche tempo a Friburgo in Brisgovia. Fu parroco per tre anni a Bruchsal, per essere poi chiamato nella cattedrale di Basilea (1515), dove ebbe modo di conoscere Zwingli e di iniziare una corrispondenza con Lutero e con Erasmo.
Nel 1519 venne trasferito a Magonza su richiesta dell'arcivescovo di Magonza, che lo volle nominare suo cancelliere e cappellano. Nel 1523 abbandonò il suo incarico e si trasferì a Strasburgo, in quel tempo centro di riforma religiosa, dove rimase fino alla morte, avvenuta nel novembre 1541.
Capitone trovò sempre più difficile riconciliare il modo "riformato" di vivere il cristianesimo con la vecchia tradizione cattolico-romana, e dal 1524 fu uno degli animatori della Riforma a Strasburgo. Partecipò alla dieta di Augusta (1530) e a quella di Ratisbona (1541). Svolse un ruolo importante nella vita ecclesiastica a nord delle Alpi nel XVI secolo, fu presente alla seconda conferenza di Zurigo, all'incontro di Basilea del 1536 (dal quale uscì la prima delle due Confessiones Helveticae) e ai colloqui di Marburgo. Assieme a Martin Bucer, nel 1530 compilò la Confessio Tetrapolitana.
Intransigente verso la Chiesa di Roma, Capitone si preoccupò più dell'"unità dello spirito" che delle formule dogmatiche e, a causa dei suoi sforzi per conciliare il partito di Lutero e quello di Zwingli riguardo ai sacramenti, sembra sia incorso nel sospetto dei suoi stessi amici; per la sua intimità con Martin Cellarius e altri appartenenti della scuola sociniana fu accusato perfino di arianesimo.
Nel 1532, Capitone sposò Wibrandis Rosenblatt, vedova di Giovanni Ecolampadio, la quale, dopo la morte del suo secondo marito, sposò Martin Bucer.

## Il "teologo" Capitone nel giudizio di uno storico
James Matthew Kittelson (1941 - 2003), professore emerito di storia alla Ohio State University, nella sua opera Wolfgang Capito: From Humanist to Reformer afferma che Capitone per le sue nuove idee religiose riformiste credeva che «la miglior fonte con cui giudicare [...] fosse la Bibbia, perché solo essa era accurata». Capitone stesso infatti auspicava che «la Bibbia nonché la legge del Cristo regnino sempre supreme nella teologia». Ad avviso di Kittelson infatti Capitone era convinto che «l'errore più grande dei teologi scolastici risiedesse nel trascurare le Scritture».

## Opere
- Responsio de missa, matrimonio et jure magistratus officius in religione;
- Institutionum Hebraicarum libri duo;
- Enarrationes in Habacuc et Hoseam Prophetas;
- la biografia di Oecolampadius e un resoconto del sinodo di Berna (1532);
- una versione in greco dell'Iliade.